# Огородников, Сергей Иванович
Серге́й Ива́нович Огоро́дников (род. 1965, посёлок Бавлы, Татарская АССР) — русский культурист (бодибилдер).

## Биография
В 1983 году поступил в Уфимский нефтяной институт. Заниматься культуризмом начал в 1984 году в тренажёрном зале при студенческом общежитии.
В апреле 1988 года принял участие в чемпионате Башкирии по атлетической гимнастике в г. Салавате, победил в категории свыше 90 кг. Первые титулы завоевал в 1990-х годах на чемпионатах Башкирии и России. Является 7-кратным чемпионом России.
С 1993 года участвовал в соревнованиях европейского и мирового уровня. В 1996 году завоевал титул абсолютного чемпиона Европы и мира.
С середины 1990-х выступал на турнире «Мистер Вселенная» (NABBA Mr. Universe) в качестве любителя. В 2000 году первым из представителей России стал победителем соревнований «Мистер Вселенная» среди любителей. Вошёл в исторический список лучших бодибилдеров мира, завоевав титул абсолютного чемпиона соревнований «Мистер Вселенная».
С 2001 года выступал на «Мистер Вселенная» в качестве профессионала. В 2005 году первым из представителей России стал победителем соревнований.

## Антропометрические данные
- Рост  — 187 см;
- Соревновательный вес  — 118 кг;
- Вес в межсезонье  — 127 кг;
- Бицепс  — 53 см;
- Грудная клетка — 141 см;
- Талия  — 91 см;
- Бедро  — 69 см;
- Голень  — 47 см.

## Спортивные достижения
| Год  | Соревнование                                          | Место                            |
| ---- | ----------------------------------------------------- | -------------------------------- |
| 2008 | IFBB New York Pro                                     | 19                               |
| 2008 | IFBB Iron Man Pro                                     | 17                               |
| 2007 | IFBB Santa Susanna Pro Grand Prix                     | 16                               |
| 2006 | IFBB Santa Susanna Pro Grand Prix                     | 11                               |
| 2005 | NABBA Mr.Universe Pro                                 | 1                                |
| 2003 | NABBA Mr.Universe Pro                                 | 2                                |
| 2002 | NABBA Mr.Universe Pro                                 | 2                                |
| 2001 | NABBA Mr.Universe Pro                                 | 2                                |
| 2000 | NABBA Mr.Universe Amateur                             | 1                                |
| 1999 | NABBA Mr.Universe Amateur                             | 3                                |
| 1999 | NABBA Кубок Башкирии                                  | 1 (абсолютная)                   |
| 1997 | NABBA Mr.Universe Amateur                             | 2                                |
| 1997 | NABBA Чемпионат России                                | 1 (муж. выше 179 см; абсолютная) |
| 1996 | NABBA Mr.Universe Amateur                             | 2                                |
| 1996 | NABBA Чемпионат России                                | 1 (муж. выше 179 см; абсолютная) |
| 1996 | Открытое первенство Башкортостана                     | 1 (муж. выше 179 см)             |
| 1995 | NABBA Mr.Universe Amateur                             | 3                                |
| 1995 | Международный турнир Атлетического Союза NABBA России | 1 (муж. выше 179 см; абсолютная) |
| 1994 | Международный турнир Атлетического Союза NABBA России | 2 (муж. выше 179 см)             |
| 1993 | NABBA Чемпионат России                                | 1 (муж. выше 179 см)             |
| 1991 | IFBB Кубок РСФСР                                      | 5 (муж. свыше 90 кг)             |